# 藤丸
株式会社藤丸（ふじまる）は、かつて北海道帯広市に存在した日本の百貨店。かつて存在した全日本デパートメントストアーズ開発機構の加盟店。
地元十勝地区では、「藤丸さん」と呼ばれて親しまれていた。

## 歴史

### 創業
富山県の養蚕農家出身の初代・藤本長蔵（1873年 - 1945年）が、1897年（明治30年）に呉服太物類（反物）やニシンの行商で下帯広村（現帯広市）を訪れる。その際に、船の転覆で全財産を失ったものの、その活況ぶりに注目して移住を決意し、同年11月に下帯広村（現帯広市）大通六の借家に呉服太物類（反物）を扱う店を開いたのが始まりである。
翌年1901年（明治34年）には木造平屋建ての自前の店舗を開いたが、1902年（明治35年）に知人に貸した1000円が貸倒れになって仕入れ資金にもことを欠くようになった。そのため、再び故郷の富山で資金を集め、1900年（明治33年）8月に北越呉服を設立し、11月には店員を雇って営業を再開させた。
東京や大阪から古着や古毛布などを仕入れて販売し、1915年（大正4年）には故郷の富山から瓦を取り寄せて大通五の店を土蔵造り2階建ての道内有数の規模に改築できるまで成功した。
1919年（大正8年）2月、当時の繁華街から外れた裁判所跡地だった現店舗の土地(西2条南8丁目)を高額で購入して周囲を驚かせる。1930年（昭和5年）には、その土地に十勝初のエレベーターを備えた木造一部鉄筋コンクリート四階建て約2,640m2の店舗を建設して百貨店を開業する。人口わずか2.8万人の帯広町で昭和初期の不況のさなかという悪条件にもかかわらず、呉服店から百貨店経営に切替えて商売の軌道に乗せることに成功した。この初代店舗は、1階には雑貨と食料品の売り場に手荷物預かり所とトイレ、2階には呉服類の売り場と休憩所、3階には洋服と和洋小間物類の売り場と大食堂、4階には貴金属・家具類売り場と理髪美容室のほかに大ホールという店舗構成であった。
その後、初代長蔵は1945年に急死。
第2次世界大戦の終戦後の食糧難の時代には、日用品交換所を開設して衣料品と貴重な砂糖などを交換する人たちでにぎわった。

### 2代目以降
初代・藤本長蔵の死を受けて1949年（昭和24年）、2代目・藤本長蔵(1897年 - 1990年)を襲名した孫信が社長に就任する。1950年（昭和25年）に現在の社名である株式会社藤丸に改称すると、1961年（昭和36年）には西2条南9丁目に2代目店舗建物を新築して移転・拡張させた。そして、1965年（昭和40年）には、売場面積5,126m2、売上高13.8億円となり、帯広市よりも人口の多い小樽市の丸井今井や大国屋、旭川市の丸勝松村などを上回るほどまでに成長させた。
3代目社長の藤本善雄(1924年 - 1987年)は、百貨店を創業した跡地を中心とする市街地再開発事業に参画。1982年（昭和57年）に、「ふじまるビル」を作って現在の3代目店舗建物を完成させて規模拡大を図った。
4代目社長の藤本長章は、先代から会社を引継いだ後の1997年（平成9年）に年商143.83億円を上げるまでに成長させた。しかし、バブル崩壊後の不況や郊外型の大型店などとの競合に伴う中心市街地の空洞化で年々売上は減少し、2000年（平成12年）には年商121.38億円、2009年（平成21年）には年商約79億円、2010年（平成22年）には年商約77億円と落ち込んでピークから半減してしまうこととなる。そのため、2000年代半ばには3年間の再生計画を実行しており、2007年（平成19年）と2008年（平成20年）には連続して黒字を計上するなど、売り上げが減少しながらも経営努力を重ねていた。また、店舗周辺の商店街と連携して夏に歩行者天国を開いたり十勝ブランド商品の発掘を行うなど、従来からの十勝地方での地域密着の営業戦略に加えて、オホーツク物産展の開催など道東一円の物産の紹介など様々な施策を行っていた。

### 藤丸閉店～事業再生へ
2022年7月に私的整理による事業再生の検討が行われていると報じられた。2023年1月末で閉店することになり、帯広市のベンチャー企業「そら」に藤丸の屋号と事業を引き継ぐ新会社設立を要請している。2023年中の営業再開を目指しており、「そら」も藤丸の屋号を残す意向とされるが、事業形態については百貨店の継続やテナント業への転換など複数の案が検討されている。
店舗は敷地の地権者が9の法人・個人、建物の区分所有者が13の法人・個人で、権利関係が複雑なため再建計画の策定ができない状態になっていたが、2022年11月に土地建物の権利集約で合意したことが明らかになった。
2022年12月末に「村松ホールディングス」及び「そら」は「そら」の所在地に受け皿会社「藤丸株式会社」を設立した。それに先立って、閉店後の2023年4月にも耐震化へ着手し、23年12月に営業再開できる見通しと同2社側は発表した。
2023年1月31日、当初の予定通り閉店。閉店後に耐震改修が行われ、同年中の営業再開を目指しているが、再開後の事業形態については複数案が出ており未定である。村松ホールディングス社長の村松一樹は日本経済新聞社の取材に対して「百貨店機能を圧縮した『三十貨店』にする」として品揃えを収益が見込める商品群に絞り込み、空いたスペースにオフィスや医療機関などのテナントを誘致するとともに、耐震補強と改装に20億円近くかかる総事業費の圧縮策として減築に踏み切る考えを示した。再開時期については「最速で2023年冬。半年から2年程度遅れる可能性もある」とした。しかし、これ以降再開計画は二転三転し、再開時期は遅れていくことになる。
2023年5月31日、再開構想を修正し、「（8階建ての3代目店舗建物を取り壊した上で）3階 ～ 5階建て規模の商業施設として全面建て直し」「早ければ2026年度に営業を再開」「一部にマンションが入る複合施設は取り止めて、商業施設に特化」「1階は「食」に関連するスペース、2階は生活雑貨や衣類などを販売するスペース、3階はカフェなどがテナント入居するスペース」とした再開業構想を明らかにした。
2023年8月2日、再開構想を再び転換し、3代目店舗の建物を取り壊さずそのまま活用し、2025年秋頃の再開を目指すと発表した。
2024年10月4日、再開構想がさらに転換。3代目店舗を解体新築し地下1階から地上2階までを商業施設、3階以上をホテルやマンションとする複合商業施設とすると発表した。2025年夏頃から解体を始め、2027年秋着工、2030年頃開業を目標とするとし、開業までの間はトレーラーハウス等を活用した仮設店舗を2025年夏にオープンするとした。

## 年表
- 1897年（明治30年） - 初代・藤本長蔵が富山県から下帶廣村(現在の帯広市)へ。反物の店を開く。
- 1900年（明治33年） - 前身の「北越呉服」を創業[1]。
- 1930年（昭和5年） - 平原通り沿いの旧裁判所用地、現在の三代目店舗と同じ場所に4階建ての百貨店として新築・移転。
- 1931年（昭和6年） - 屋上に猿、ウサギ、小熊などの小動物園開園。廉売場も設置。
- 1961年（昭和36年）11月20日 - 二代目店舗を新築し移転・開店。
  - 移転直後、初代店舗建物は藤丸系列の食品スーパー『ふじともストア』が1962年（昭和37年）に開店し[19]、同店閉店後は三代目店舗の新築まで商品倉庫となる。
- 1962年（昭和37年）4月 - 屋上遊園地 開園。
- 1962年（昭和37年）7月 - ロケット型・一部電飾仕掛けのナショナル広告塔が屋上に設置される。
- 1982年（昭和57年）3月1日 - 「帯広二・八西地区第一種市街地再開発」事業でかつて初代店舗が立地していた場所に建設された『ふじまるビル』に三代目にあたる現在の店舗を新築・移転[20]。地上8階地下3階。うち地下2階-地下3階は駐車場。
- 2002年（平成14年）7月 - 定休日を廃止し、ほぼ年中無休化する[21]。
- 2022年（令和4年）11月23日 - 帯広空港内にある直営店の藤丸空港店が営業終了[22]。
- 2023年（令和5年）1月31日 - 閉店[10]。北海道内から地場資本の百貨店が消滅した[23]。

## 商業活動

### 歴代店舗

#### 3代目店舗（1982年3月 ～ 2023年1月31日）[24]
旧初代店舗建物跡地に「帯広二・八西地区第一種市街地再開発」中核事業の一つとして「ふじまるビル」を新築。

##### 各階フロア構成
| 階         | フロア概要 |
| ---------- | --- |
| 塔屋、屋上 | 「藤丸夏祭り」開催期間のみ、一般客に開放。 |
| 8F         | 帯広市市民活動交流センター - 帯広市が入居・運営。2006年10月1日オープン。2006年9月迄は物販関連の催事場。 なお、帯広市市民活動交流センターは、2023年2月15日に北海道新聞帯広ビルに一時移転した。 |
| 7F         | レストラン街、勝毎サロン 催し物会場2006年9月迄は藤丸カルチャーホール |
| 6F         | 書籍（信正堂書店）、ベビー子供服用品、おもちゃ売り場、宝飾 |
| 5F         | リビング・インテリア、着物 |
| 4F         | 紳士服、スポーツ用品 |
| 3F         | ビジネス関連婦人服 |
| 2F         | 婦人服 |
| 1F         | 贈答品、若い女性向けのファッション・グッズ、OCTVサテライト・スタジオ |
| B1F        | 食料品 |
| B2F        | 地下駐車場 |
| B3F        | 地下駐車場 |

#### 連絡通路
- 7F - 事務館（従業員のみ入館可能） 、 上空通路で連結。
- 4F - 駐車場ビル、上空通路で連結。
- 1F - 駐車場ビル、公道経由。

#### 旧2代目店舗（1961年11月 ～ 1982年3月）[39]
総工費2億8,000万円。総面積7421．8㎡。1969年11月に増床化（3階までだったエスカレータを6階まで延長設置）。

##### 各階フロア構成
| [icon] | この節の加筆が望まれています。 |

| [icon] | この節の加筆が望まれています。 |

| [icon] | この節の加筆が望まれています。 |

| [icon] | この節の加筆が望まれています。 |

##### 2代目店舗跡
3代目店舗への移転に際して、北海道拓殖銀行が3代目店舗の建設地に保有していた土地と交換する形で2代目店舗跡のビルを取得して帯広支店となり、同行の経営破たんに伴って1998年（平成10年）11月からは帯広北洋ビルとして北洋銀行帯広中央支店として利用されていた。
しかし、老朽化が進んだため北洋銀行帯広中央支店が2011年（平成23年）5月に帯広駅北側のオフィスビルに移転し、同年9月15日から解体が始められることになった。
解体後の跡地は地元の医療法人社団博愛会に売却され、診療所と介護施設、高齢者向け住宅、エステなどを組み合わせたビルの建設が計画されている。

#### 旧初代店舗（1930年 ～ 1961年11月）[42]
後に3代目店舗が新築される敷地に立地。木造一部鉄筋コンクリート製で、高さは27m。道東初のエレベーター（蛇腹式扉、エレベーターガールが手動式ハンドルで操作）を設置。トイレは1Fに設置。大ホールでは、絵画展や書道展、生花展などを開催。

##### 各階フロア構成
| 階         | フロア概要                                 |
| ---------- | ------------------------------------------ |
| 塔屋、屋上 | 小動物園（猿園、ウサギ園）                 |
| 4F         | 貴金属、家具類、理髪美容室、大ホール催事場 |
| 3F         | 大食堂、喫茶室、洋服、和洋小間物           |
| 2F         | 呉服、休憩室、郷土文芸誌事務所             |
| 1F         | 雑貨、食料品、預かり所                     |

##### フジトモ（1号店）
1962年（昭和37年）に藤丸初代店舗建物を再活用して、食品スーパー専門の新業態店舗を開店。
以後、帯広市西18条南4丁目の西18条店や音更町木野大通西17に1994年（平成6年）3月に開店したスーパーセンターOKを運営していた。

##### 各階フロア構成
| [icon] | この節の加筆が望まれています。 |

| [icon] | この節の加筆が望まれています。 |

| [icon] | この節の加筆が望まれています。 |

| [icon] | この節の加筆が望まれています。 |

#### 実現しなかった店舗
国道38号沿いの幕別町札内共栄町164に太平洋建設工業帯広工場とその周辺約58,000m2の敷地に当社の運営する百貨店と関連会社フジトモの運営する食品スーパーや専門店などの入る2階建て店舗面積約18,500m2の本館と平屋建て店舗面積約3,300m2の別棟に約1,600台収容の駐車場を併設するショッピングセンターを開設する計画を立てていたが、用地買収が困難となり断念した。
その後第2札内橋の幕別側の西和地区の農地約150,000m2の敷地に進出する計画が浮上したが、2000年（平成12年）7月に出店を断念した。

### 買い物ツアーバス
2006年（平成18年）8月に丸井今井釧路店が閉店したため買い物客が増えつつあった釧路市周辺の顧客を取り込もうと山田章男専務の発案で2008年（平成20年）3月1日に初めて釧路から店舗まで送迎する当時全国的にも珍しかった買い物ツアーバスという長距離の送迎バスを運行したところ、100人の予定を大幅に上回るほど申込みが殺到し、急遽バスを10台に増やして350人を送迎したのが始まりである。
その成功を受けて、2007年（平成19年）10月にきたみ東急百貨店が閉店した北見市や、網走市、中標津町にも拡大し、丸井今井やきたみ東急百貨店の閉店後、道東(北海道東部)では唯一の百貨店として全域から集客するのに成功している。
この買い物ツアーバスの大成功が切っ掛けとなり、大丸札幌店や西武百貨店旭川店も北見市からの同様の買い物ツアーバスを運行したり、逆に大丸が北見市で出張販売を行うなどのような百貨店が撤退した百貨店空白地の需要を狙う営業戦略に道内各地の百貨店が取り組むようになった。

### 藤丸ファンの活動
地元十勝の人に「藤丸さん」と呼ばれて親しまれてきた伝統を背景に、若い頃に勤務していたOGが作詞した曲「藤丸で逢いましょう」を主婦ら約100人が2010年（平成22年）3月に合唱したほか、2007年（平成19年）には藤丸ファンの市民グループが結成されて、ボランティアでカタログ送付などを手伝い始めるなど熱心な一般市民のファンによる支援活動が行われた。

## 文化活動

### 初代店舗大ホール
初代店舗の大ホールでは絵画展・写真展・生け花展・書道展・菊花展・盆栽展などの各種の文化催事が行われており、帯広地区の文化に大きな影響を与えたとされている。

### 藤丸カルチャーホール
1982年（昭和57年）3月の三代目店舗の開業と共に7階に設置された展示空間で、1985年（昭和60年）に開催されて北海道立帯広美術館の誘致活動の一端にもなった「ミレーとバルビゾンの森の画家たち」展等の美術展のほか、「植村直己冒険の軌跡展」や「帯広小学校90周年回顧展」等の博物館的なものを含めて多数の展覧会が開催された。
美術館・博物館代わりの展覧会のほかにも、クリスマスイベントや人気キャラクターのコレクションを集めたフェスティバル等の手作りイベント、地元の趣味のサークルによる発表の場等として利用された。
こうした活動が評価され、1999年（平成11年）度の北海道地域文化選奨特別賞企業市民文化賞を2000年（平成12年）1月に受賞している。
2006年（平成18年）10月1日に8階に帯広市市民活動交流センターが開設されたことに伴い、8階にあった催事場が閉鎖され、カルチャーホールが物販関連の催事場と併用されることになったため、利用制限を受けた地元の文化団体が代替施設となる「市民ギャラリー」の設置を求めた。

### 凍原の活動への支援
1945年（昭和20年） 12月15日、帯広で発行された文芸誌「凍原」の創刊前にウインドーに「原稿募集・創刊近し」とポスターを掲げるなど当初から支援を行い、その後店舗2階に発行元の「凍原社」に事務所を構えさせた。
この「凍原社」は「凍原」のほかタブロイド判の文芸新聞「とうげん」、「凍原文庫」の開設など文芸関連のみならず、音楽会や美術展などの開催から演劇研究会など幅広い文化活動を展開した。
「凍原」を改題する形で1947年（昭和22年）6月と10月の2号を発行した北海文学社の「北海文学」では、後に当社の社長となった藤本善雄が発行人を務めていた。